# Wolf Summit
Wolf Summit est une census-designated place située dans le comté de Harrison, dans l’État de Virginie-Occidentale, aux États-Unis. Lors du recensement de 2020, elle comptait 214 habitants.